# محمية المحيط الحيوي لريو بلاتانو
محمية المحيط الحيوي لريو بلاتانو أو محمية المحيط الحيوي لنهر ابلاطنو (بالإنجليزية: Río Plátano Biosphere Reserve)‏ هي محمية طبيعية تقع في هندوراس في الغابة الاستوائية الرطبة لأميركا الوسطى، حتى سواحل البحر الكاريبي. ويشهد للثروة الحيوانية والنباتية في هذه المحميّة بوفرتها وتنوعها، وتحتوي أنواع من الكائنات المهددة بالانقراض. وأصبح الموقع منذ عام 1982 موقعاً للتراث العالمي. وفي عام 2011 وضَعتْ اليونسكو المحمية على قائمة التراث العالمي المهدد بالخطر.
تتكون أراضي المحمية من الغابات الإستوائية والأراضي المنخفضة، كما تحتوي تنوع نباتي ومُختلف أشكال الحياة البرية وأكثر من 2000 من السُكان المحليين. المحميّة هي جزء من الممر البيولوجي لأمريكا الجنوبية والذي يَمتد من جنوب المكسيك إلى حوض أمريكا الوسطى.

## التاريخ
تم تحديد جُزء من الأرض سنة 1960 وسُميت بـ«محميّة سيوداد بلانكا الأثرية» وهو الاسم السابق للمحمية. ثُم سُميت باسمِها الحالي سنة 1980 «محمية المحيط الحيوي لريو بلاتانو» وأضيفت لمواقع التراث العالمي فسي سنة 1982.

## معرض

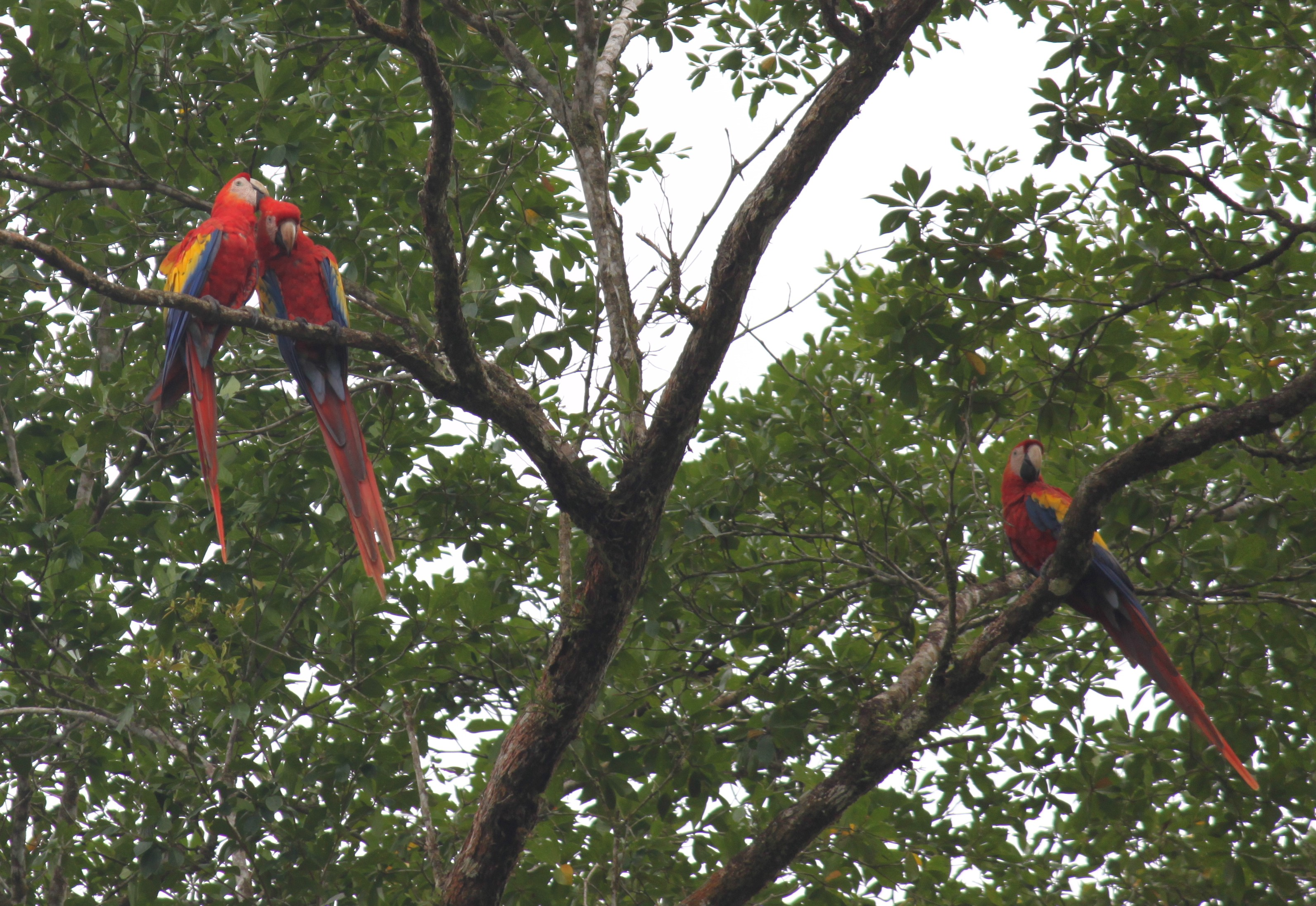
أنواع من الطيور في المحمية
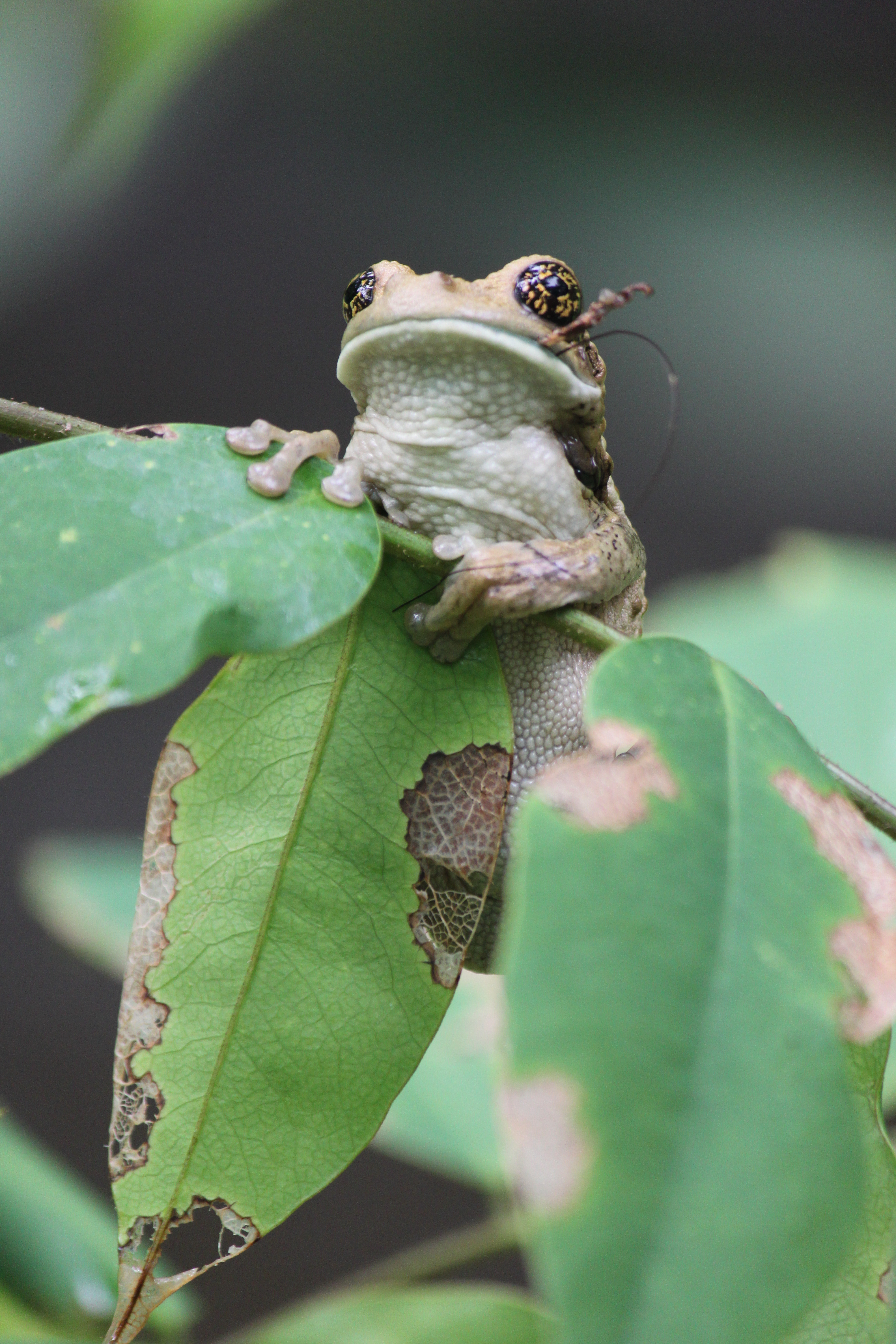
ضفدع
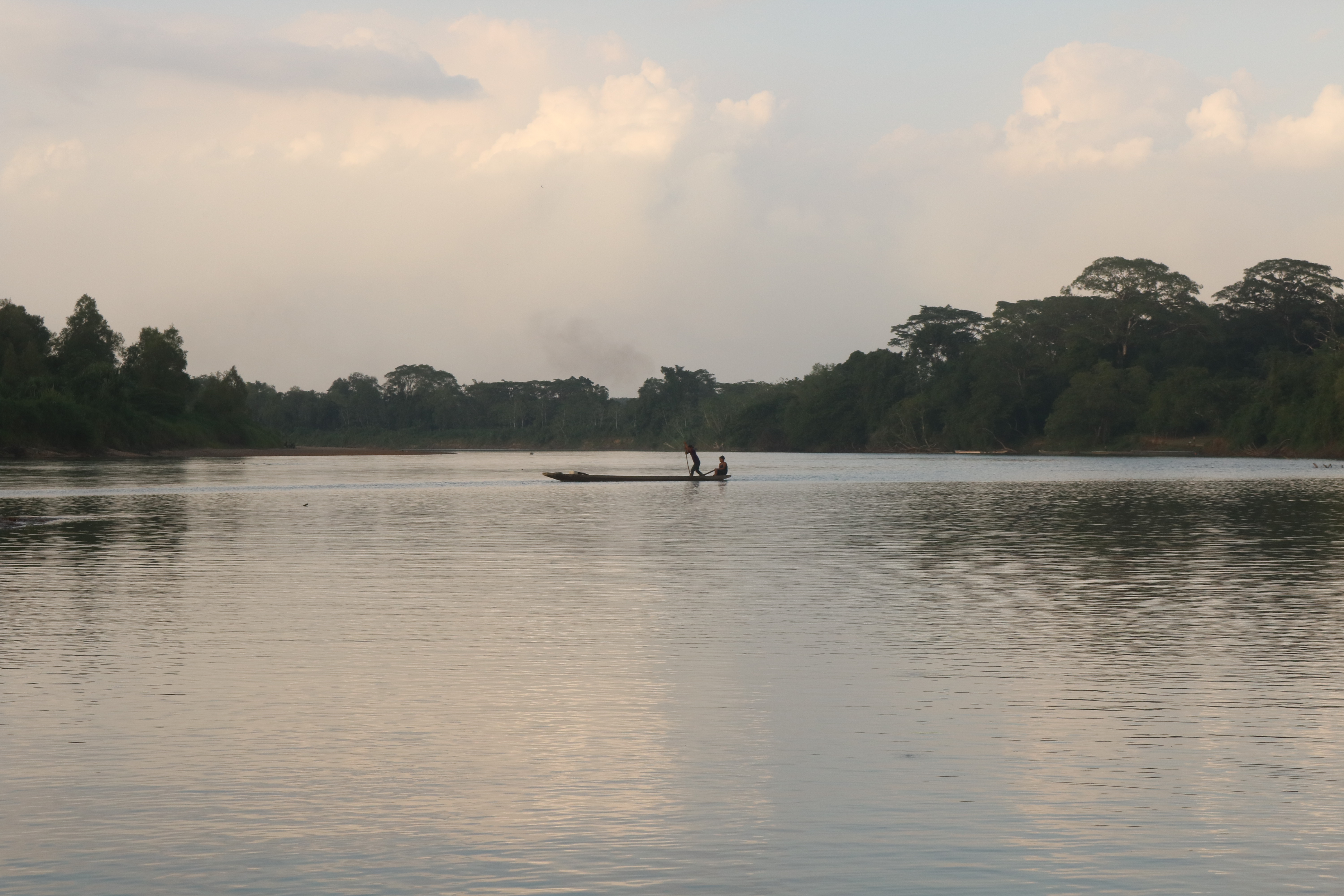
قارب في البحيرة
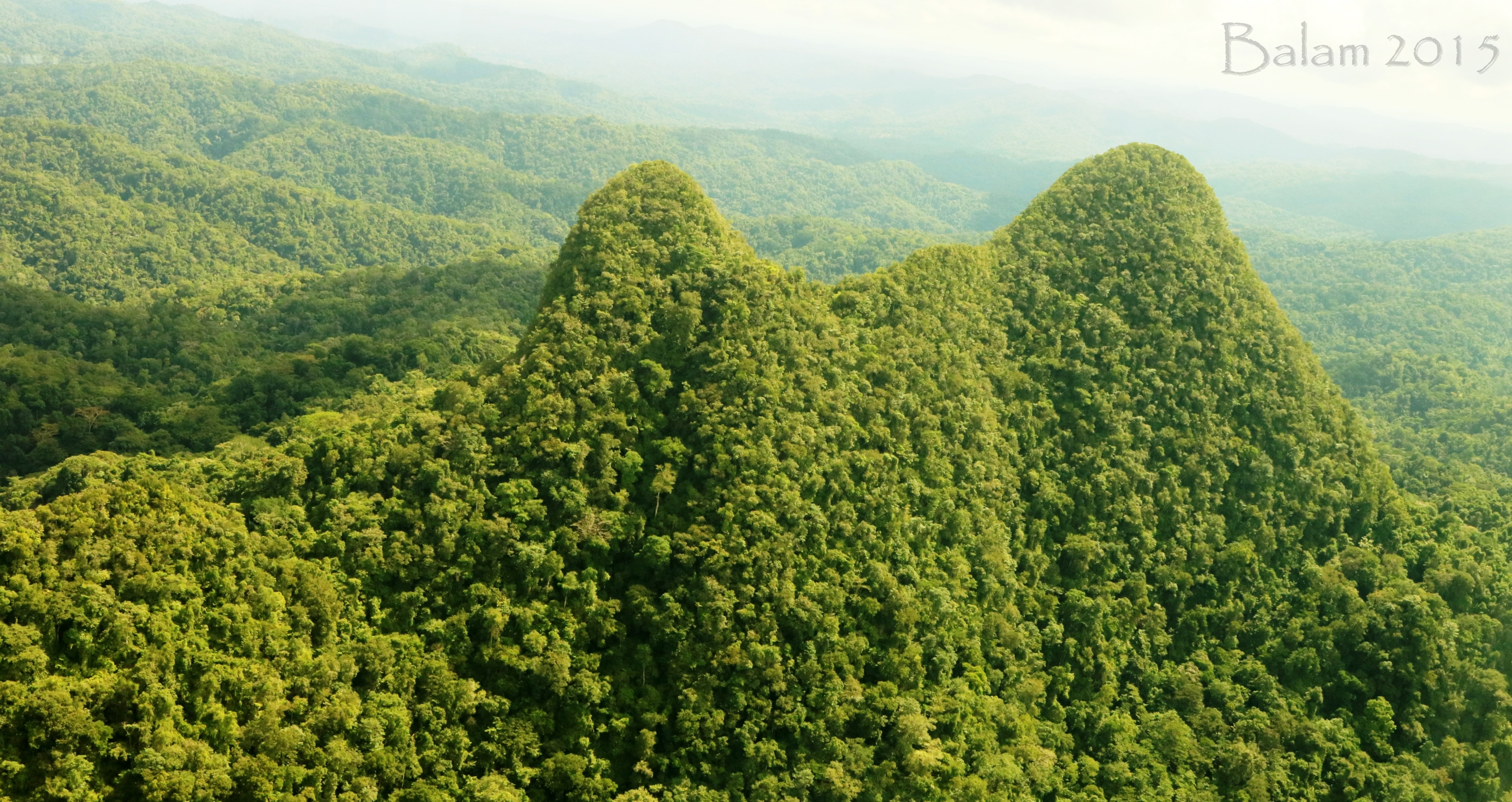
قمم جبلية

## التنوع الحيوي

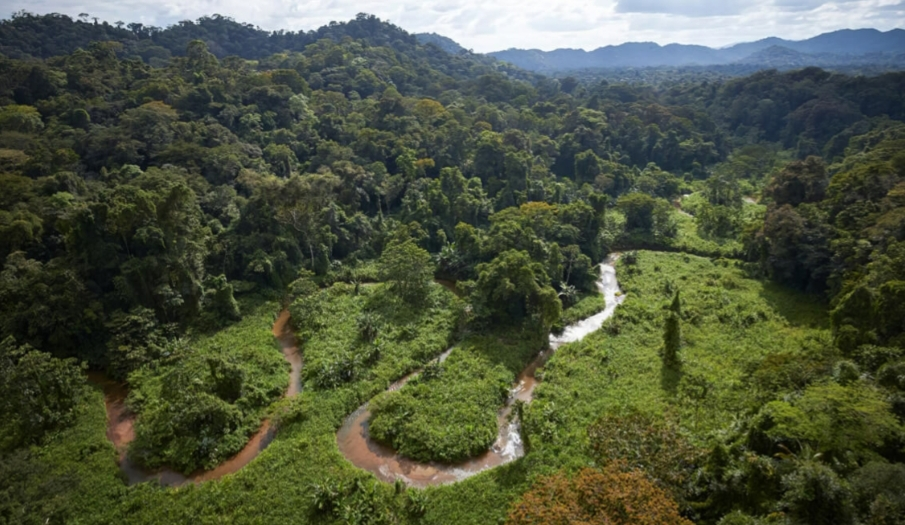
ريو بلاتانو محمية المحيط الحيوي بهندوراس

.